# NORD (операційна система)
«NORD» — операційна система для радянських персональних комп'ютерів БК-0010, БК-0010-01, БК-0011 та БК-0011М. Спочатку було дві окремі версії системи — для БК-0010 (01) і для БК-0011 (М), які підтримували диски до 16 Мб, потім вийшла спеціальна «вінчестерна» версія, що працює з усіма комп'ютерами лінійки і здатна працювати з дисками до 32 МБ, розбиваючи їх на до 20 логічних розділів. В ОС «NORD» використовувалася популярна на БК файлова система MicroDOS. Функції вводу-виводу і Norton Commander-подібна оболонка були інтегровані в ядро системи. У постачанні для БК-0011 (М) система комплектувалася СУБД NORD BASE. ОС «NORD» була досить популярна [джерело не вказане 4272 дні].
Остання версія «3.5b» вийшла у 1996 році і відтоді не розвивалась.